# ATC代码 (N01)
ATC代码N01（麻醉药）是解剖学治疗学及化学分类系统的一个药物分组，这是由世界卫生组织药物统计方法整合中心所制定的药品及其它医用产品的官方分类系统。分组N01是N神经系统的一部分。
兽用代码（ATCvet码）可以在人用ATC代码前加Q字母：QN01等。没有相应人用ATC代码的ATCvet在以下列表中通过前置Q字母表示。
国家ATC分类可能包括列表中没有的其它分类，列表为世界卫生组织（WHO）版本。

## N01A 全身麻醉药（Anesthetics, general）

### N01AA醚类（Ethers）
N01AA01 二乙基醚（Diethyl ether）
N01AA02 乙烯醚（Vinyl ether）

### N01AB 卤代烃（Halogenated hydrocarbons）
N01AB01 氟烷（Halothane）
N01AB02 氯仿（Chloroform）
N01AB03 甲氧氟烷（Methoxyflurane）
N01AB04 恩氟烷（Enflurane）
N01AB05 三氯乙烯（Trichloroethylene）
N01AB06 异氟烷（Isoflurane）
N01AB07 地氟烷（Desflurane）
N01AB08 七氟烷（Sevoflurane）

### N01AF 巴比妥类（Barbiturates, plain）
N01AF01 美索比妥（Methohexital）
N01AF02 海索比妥（Hexobarbital）
N01AF03 硫喷妥（Thiopental）
QN01AF90 （Thiamylal）

### N01AG 巴比妥类与其它药物的复方（Barbiturates in combination with other drugs）
N01AG01 那可比妥（Narcobarbital）

### N01AH 阿片碱类麻醉药（Opioid anesthetics）
N01AH01 芬太尼（Fentanyl）
N01AH02 阿芬太尼（Alfentanil）
N01AH03 舒芬太尼（Sufentanil）
N01AH04 苯哌利定（Phenoperidine）
N01AH05 阿尼利定（Anileridine）
N01AH06 瑞芬太尼（Remifentanil）
N01AH51 芬太尼，复方（Fentanyl, combinations）

### N01AX 其它全身麻醉药（Other general anesthetics）
N01AX01 氟哌利多（Droperidol）
N01AX03 氯胺酮（Ketamine）
N01AX04 丙泮尼地（Propanidid）
N01AX05 阿法沙龙（Alfaxalone）
N01AX07 依托咪酯（Etomidate）
N01AX10 丙泊酚（Propofol）
N01AX11 羟丁酸钠（Sodium oxybate）
N01AX13 氧化亚氮（Nitrous oxide）
N01AX14 艾氯胺酮（Esketamine）
N01AX15 氙（Xenon）
N01AX63 一氧化氮，复方（Nitrous oxide, combinations）
QN01AX91 （Azaperone）
QN01AX92 （Benzocaine）
QN01AX93 （Tricaine mesilate）
QN01AX94 （Isoeugenol）
QN01AX99 （Other general anesthetics, combinations）

## N01B 局部麻醉药（Anesthetics, local）

### N01BA 氨苯甲酸酯类（Esters of aminobenzoic acid）
N01BA01 美布他明（Metabutethamine）
N01BA02 普鲁卡因（Procaine）
N01BA03 丁卡因（Tetracaine）
N01BA04 氯普鲁卡因（Chloroprocaine）
N01BA05 苯佐卡因（Benzocaine）
N01BA52 普鲁卡因，复方（Procaine, combinations）

### N01BB酰胺类（Amides）
N01BB01 布比卡因（Bupivacaine）
N01BB02 利多卡因（Lidocaine）
N01BB03 甲哌卡因（Mepivacaine）
N01BB04 丙胺卡因（Prilocaine）
N01BB05 布坦卡因（Butanilicaine）
N01BB06 辛可卡因（Cinchocaine）
N01BB07 依替卡因（Etidocaine）
N01BB08 阿替卡因（Articaine）
N01BB09 罗哌卡因（Ropivacaine）
N01BB10 左布比卡因（Levobupivacaine）
N01BB20 复方（Combinations）
N01BB51 布比卡因，复方（Bupivacaine, combinations）
N01BB52 利多卡因，复方（Lidocaine, combinations）
N01BB53 甲哌卡因，复方（Mepivacaine, combinations）
N01BB54 丙胺卡因，复方（Prilocaine, combinations）
N01BB57 依替卡因，复方（Etidocaine, combinations）
N01BB58 阿替卡因，复方（Articaine, combinations）

### N01BC 苯甲酸酯类（Esters of benzoic acid）
N01BC01 可卡因（Cocaine）

### N01BX 其它局部麻醉药（Other local anesthetics）
N01BX01 氯乙烷（Ethyl chloride）
N01BX02 达克罗宁（Dyclonine）
N01BX03 苯酚（Phenol）
N01BX04 辣椒辣素（Capsaicin）